# Eremosyne
Eremosyne, monotipski biljni rod nekada svrstavan u vlastitu porodicu Eremosynaceae, danas se smatra snonimom za Escalloniaceae, dio je reda Escalloniales. Jedina vrsta je jednogodišnja biljka E. pectinata, po nekima trajnica ili polugrm iz Zapadne Australije; australski je endem.
Rod je opisan u Enumeratio plantarum quas in Novae Hollandiae ora austro-occidentali ad fluvium Cygnorum et in sinu Regis Georgii collegit Carolus Liber Baro de Hügel 53. 1837.